# Hoton
Hoton – wieś w Anglii, w hrabstwie Leicestershire, w dystrykcie Charnwood. Leży 19 km na północ od miasta Leicester i 160 km na północny zachód od Londynu.